# Lista de pessoas que voaram até a Lua
Além das 12 pessoas que andaram na Lua, mais 12 chegaram a até 0,001 de distância lunar de sua superfície. Durante cada uma das seis missões com pousos bem sucedidos, um astronauta permaneceu em órbita enquanto os outros dois pousavam. Em adição, as tripulações da Apollo 8 e Apollo 10 também entraram em órbita e a Apollo 13 deu uma volta ao redor da Lua numa trajetória de retorno livre. 
À data de hoje, 13 de março de 2025, estão vivos Frank Borman, Jim Lovell, Bill Anders, Tom Stafford, Fred Haise, Ken Mattingly e Ronald Evans.
| Nº | Imagem | Nome            | Idade | Missão                                                              | Serviço militar        | Notas |
| -- | ------ | --------------- | ----- | ------------------------------------------------------------------- | ---------------------- | --- |
| 1  |        | Frank Borman    | 40    | Apollo 8 21–27 de dezembro de 1968                                  | Força Aérea            | |
| 2  |        | Jim Lovell      | 40 42 | Apollo 8 21–27 de dezembro de 1968 Apollo 13 11–17 de abril de 1970 | Marinha                | Esperava pousar na Apollo 13; única pessoa a voar até a Lua duas vezes sem pousar.                                                                  |
| 3  |        | Bill Anders     | 35    | Apollo 8 21–27 de dezembro de 1968                                  | Força Aérea            | |
| 4  |        | Tom Stafford    | 38    | Apollo 10 18–26 de maio de 1969                                     | Força Aérea            | Posteriormente voou na Apollo-Soyuz. |
| 5  |        | Michael Collins | 38    | Apollo 11 16–24 de julho de 1969                                    | Força Aérea            | |
| 6  |        | Dick Gordon     | 40    | Apollo 12 14–24 de novembro de 1969                                 | Marinha                | Treinou para pousar e esperava voar na Apollo 18 (cancelada).                                                                                       |
| 7  |        | Jack Swigert    | 38    | Apollo 13 11–17 de abril de 1970                                    | Força Aérea            | |
| 8  |        | Fred Haise      | 36    | Apollo 13 11–17 de abril de 1970                                    | Fuzileiro, Força Aérea | Esperava pousar; depois treinou para pousar e esperava comandar a Apollo 19 (cancelada); voou nos testes de aproximação e pouso do Ônibus Espacial. |
| 9  |        | Stu Roosa       | 37    | Apollo 14 31 de janeiro – 9 de fevereiro de 1971                    | Força Aérea            | Esperava pousar na Apollo 20. |
| 10 |        | Al Worden       | 39    | Apollo 15 26 de julho – 7 de agosto de 1971                         | Força Aérea            | |
| 11 |        | Ken Mattingly   | 36    | Apollo 16 16–27 de abril de 1972                                    | Marinha                | Posteriormente voou em duas missões do Ônibus Espacial.                                                                                             |
| 12 |        | Ron Evans       | 39    | Apollo 17 7–19 de dezembro de 1972                                  | Marinha                | |